# Ostřice hnědavá
Ostřice hnědavá (Carex brunnescens, syn. Carex curta var. brunnescens, Carex canescens var. brunnescens, Carex canescens subsp. brunnescens, Vignea brunnescens) je druh jednoděložné rostliny z čeledi šáchorovité (Cyperaceae). Někdy je udávána také pod jménem tuřice hnědavá.

## Popis
Jedná se o rostlinu dosahující výšky nejčastěji 15–50 cm. Je vytrvalá a trsnatá s krátkými oddenky. Listy jsou střídavé, přisedlé, s listovými pochvami. Pochvy dolních lodyžních listů jsou tmavohnědé. Lodyha je trojhranná, dosti tuhá, většinou delší než listy. Čepele listů jsou zelené až žlutozelené, asi 0,5–2 mm široké. Jsou užší než u podobné ostřice šedavé, která je má cca 2–4 mm široké a spíše sivozelené. Ostřice hnědavá patří mezi stejnoklasé ostřice, všechny klásky vypadají víceméně stejně a většinou obsahují samčí i samičí květy. V dolní části klásku jsou samčí květy, v horní samičí. Klásky jsou uspořádány, cca 1,5–3 cm dlouhého lichoklasu (klasu klásků), který obsahuje 5–10 klásků. Spodní klásky bývají o sebe více oddáleny než horní, které jsou spíše sblíženy. Okvětí chybí. V samčích květech jsou zpravidla 3 tyčinky. Čnělky jsou většinou 2. Plodem je mošnička, která je vejčité až elipsoidní, cca 2–2,5 mm dlouhá, zelená nebo hnědá, za úplné zralosti až tmavohnědá, jemně žilkovaná, na vrcholu je nezřetelný drsný zobánek, který má na rozdíl od ostřice šedavé na hřbetní straně zřetelný zářez. Každá mošnička je podepřená plevou, která tmavohnědá se zelným kýlem, na okraji široce blanitě lemovaná. Počet chromozómů: 2n=56.

## Rozšíření
Ostřice hnědavá roste skoro v severní Evropě, méně zasahuje až dos střední Evropy. Dále je rozšířena na Sibiři a jinde v severnější Asii a v Japonsku, na Aljašce, v Kanadě, na severu USA a v Grónsku. Mapka rozšíření viz zde: .

## Rozšíření v Česku
V ČR se vyskytuje možná v Krkonoších, ale její výskyt nebyl zatím s jistotou potvrzen. V ČR roste celkem běžně blízce příbuzný druh ostřice šedavá (Carex canescens), se kterou může být někdy ostřice hnědavá zaměňována.